# Tatiara District Council
Tatiara District Council is een Local Government Area (LGA) in de Australische deelstaat Zuid-Australië.